# Ernest-Théodore Hamy
Ernest Théodore Hamy, o Théodore Jules Ernest Hamy, (22 de junio de 1842, Boulogne-sur-Mer – 1908, París) fue un naturalista médico de formación, y luego antropólogo, etnólogo francés, fundador del Museo de Etnografía del Trocadero. Desarrolló con sus colaboradores un creciente interés por el americanismo y fundó la primera Sociedad americanista de Francia en París.

## Antropología
Obtiene su título de doctor de la Facultad de Medicina de París en 1868. Fue externo del Hospital de la Pitié-Salpêtrière en el Servicio del doctor Jean Martin Charcot, entrando en contacto con Paul Broca quien en 1859 creó la Sociedad Antropológica de París. Interesado por la antropología física, y se convierte en 1872 en naturalista ayudante en el Museo Nacional de Historia Natural de Francia, asistente del titular de la cátedra de Antropología Armand de Quatrefages, a quien sucedería en 1892. Juntos, presentaron medidas e índices basados en los inventarios osteológicos y escribieron Crania ethnica, entre 1875 a 1882, trabajo basado sobre datos antropológicos franceses y extranjeros, al igual que Crania de Thurnam & Davis, y en Crania Americana and Crania Aegyptiaca de S. G. Morton. Ellos contribuyeron a la formación de Prehistoria y Antropología e identificaron la « raza del Cro-Magnon » en 1878. Ernest Hamy fue uno de los primeros en Francia, de reconocer al hombre de Neandertal. Como Quatrefages, estaba a favor de las tesis monogenistas.
En el año de 1886 Hamy publica el artículo "ESSAI D'INTERPRÉTATION D'UN DES MONUMENTS DE COPAN (HONDURAS)", en el Journal Revue d'ethnographie, donde aborda el tema de la similitud de un altar maya de las Ruinas de Copán (Honduras) con uno de los símbolos más antiguos de las culturas indochinas.

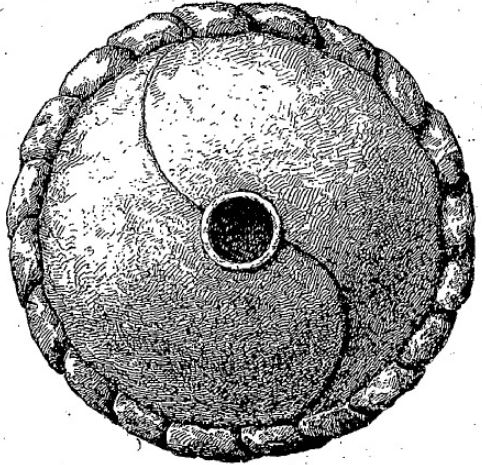
Imagen del Artículo ESSAI D'INTERPRÉTATION D'UN DES MONUMENTS DE COPAN (HONDURAS) de Ernest Théodore Hamy, Curador del Musée d'Ethnographie de París, Francia, en el Journal Revue d'ethnographie, 1886.

## Puestos
- Asistente del Museo Nacional de Historia Natural de Francia, 1872-1892
- Titular de la cátedra de antropología del Museo Nacional de Historia Natural de Francia, 1892-1908

## Honores
- Conservador del Musée d’Ethnographie du Trocadéro, 1880-1908
- Sociedad de Antropología de París, miembro A partir de 1867, y secretario
- Academia de Inscripciones y de Bella Letras, miembro libre a partir de 1890
- Academia Nacional de Medicina, miembro a partir de 1903
- Sociedad de Geografía de París, miembro, presidente
- Comité de Trabajos históricos y científicos, secretario
- Sociedad de Americanistas de París, cofundador, presidente, fundador y editor de la Revista de la Sociedad
- Revista de Etnografía, fundador en 1882, director

## Algunas publicaciones
Sus publicaciones son numerosas y abarcan diversas esferas. Uno puede, por ejemplo, encontrar, además de artículos de antropología, etnología y museología, el estudio médico-literario: Le Médecin volant de Molière, y un facsímil del Codex Borbonicus, de 1899.
- Précis de paléontologie humaine. 1870
- Crania Ethnica con A. De Quatrefages. 2 vols. 100 planchas, 1875-1882
- Les Origines du musée d'ethnographie. 1890. Ed. Jean-Michel Place (2 de octubre de 1997), Cahiers de Gradhiva ISBN 2-85893-100-3 ISBN 978-2-85893-100-2